# Петровско-Разумовская аллея
Петро́вско-Разумо́вская алле́я (до XIX века — За́дняя Прудова́я алле́я) — аллея, расположенная в Северном административном округе города Москвы на территории района Аэропорт.

## История
Аллея получила современное название по близости к Петровско-Разумовскому проезду. До XIX века называлась За́дняя Прудова́я алле́я по нахождению позади (относительно усадьбы) пруда Петровского парка.

## Расположение
Петровско-Разумовская аллея проходит по северо-восточной границе территории Петровского парка от Петровско-Разумовского проезда и улиц Верхняя Масловка и Нижняя Масловка на северо-запад. К аллее с юго-запада примыкают улица Юрия Никулина, улица Михаила Якушина, Театральная аллея и Милицейский переулок, после чего аллея поворачивает на север, здесь к ней с запада примыкает Летняя аллея, далее с востока примыкает Мирской переулок, после чего аллея поворачивает на северо-запад, затем к ней с юго-запада примыкает Липовая аллея, аллея проходит далее до кругового перекрёстка с улицей Серёгина, Планетной улицей, Старым Петровско-Разумовским проездом и Нарышкинской аллеей. Юго-западнее аллеи расположены стадион «Динамо» и Петровский путевой дворец. Северо-восточнее, в самом начале к аллее примыкает Городок художников. Нумерация домов начинается от улицы Нижняя Масловка.

## Примечательные здания и сооружения
По нечётной стороне:
По чётной стороне:
- № 2 — здание архитектурного ансамбля Городка художников
- № 10, корп. 1—3 — жилой комплекс (2003—2005, архитекторы Р. Кананин, В. Стейскал)[3]. В корпусе 3 с 2011 года размещается Музей истории евреев в России.
- № 12 — Государственный научно-исследовательский испытательный институт авиационной и космической медицины
- № 16 — Жилой дом для Военно-инженерной академии им. Н. И. Жуковского  (1953; архитекторы М. М. Дзисько и Л. М. Мочин)[4][5]. Здесь в 1955—1975 годах жил авиаконструктор С. В. Ильюшин (мемориальная доска; 1981, скульптор В. В. Глебов, архитектор В. Н. Фурсов)[6].

## Транспорт
- Станция метро «Динамо» Замоскворецкой линии — южнее аллеи, на Ленинградском проспекте
- Станция метро «Петровский парк» Большой кольцевой линии — южнее аллеи, на Ленинградском проспекте и Театральной аллее
- Автобусы: 22, 22к, 84, 105, 105к, 110, 319, 384, 595, 727, т29
- Электробус: т42